# Hudson Lowe
Hudson Lowe fue un comandante británico-irlandés, más conocido como el "Carcelero de Napoleón", cuando era gobernador de la Isla Santa Elena. Fue caballero gran cruz de la Orden de San Miguel y San Jorge.

## Biografía
Hijo del cirujano militar John Lowe, nació en Galway, Irlanda, el país natal de su madre. Pasó su niñez en diferentes pueblos de guarnición pero se educó básicamente en la Escuela de Gramática de Salisbury. Obtuvo un cargo como alférez en la Milicia de East Devon antes de cumplir los doce años y posteriormente, en 1787 fue asignado al 50vo. regimiento, perteneciente a su padre para después trasladarse a Gibraltar bajo las órdenes del gobernador general O'Hara. Después del estallido de la guerra con Francia a principios de 1793, Lowe participó en el servicio activo en Córcega, Elba, Portugal, y Menorca, en donde se le asignó un batallón de exiliados corsos llamado los Guardas Corsos. De hecho, montó su cuartel en Ajaccio en la Casa Buonaparte. Hasta que en octubre de 1796 tuvieron que abandonar la isla, retomada por los franceses. Dirigió a los Guardas Corsos en Egipto de 1800-1801.

## Guerras napoleónicas
Después de la Paz de Amiens, Lowe, ahora con el rango de mayor, se convirtió en asistente de intendente general pero después del inicio de las hostilidades con Francia en mayo de 1803 obtuvo el grado de teniente coronel para dirigir nuevamente el batallón corso y apoyar la defensa de Sicilia. Con su batallón y un regimiento maltés, se dirigió a la captura de Capri que tomó en mayo de 1806, pero en octubre de 1808, Joachim Murat organizó un ataque a la isla y Lowe tuvo que evacuar debido a la falta de confianza en las tropas maltesas y a la falta de ayuda por mar. Sir William Napier lo criticó duramente, su guarnición consistía únicamente de 1362 hombres, mientras que los napolitanos eran entre 3000 y 4000.
Durante 1809 Lowe y sus corsos ayudaron en la captura de Isquia y Procida el 24 de junio (retirándose de las dos islas el 26 de julio del mismo año), así como de Zante, Cefalonia y Citera. Durante algunos meses ejerció como gobernador de Ítaca, y posteriormente de Santa Maura. Regresó a Gran Bretaña en 1812 y en enero de 1813 fue enviado a inspeccionar una legión rusa-alemana que se estaba formando y acompañó a los aliados en las campañas de 1813 y 1814, estando presente en trece batallas importantes. Obtuvo la admiración de Blücher y Gneisenau gracias a su gallardía y buen juicio. Fue elegido para llevar a Londres la noticia de la primera abdicación de Napoleón en abril de 1814.
Fue convertido en caballero y promovido a general de división, además obtuvo condecoraciones de las cortes rusas y prusianas. Con el cargo de intendente general del ejército de Holanda de 1814 a 1815, estuvo a punto de participar en la campaña de Bélgica cuando le ofrecieron el mando de las tropas inglesas en Génova, pero estando al sur de Francia, recibió (el 1 de agosto de 1815) las noticias de presentarse para la custodia de Napoleón Bonaparte, quien se había rendido en Rochefort al navío HMS Bellerophon. Lowe se convirtió en el gobernador de Santa Elena, el lugar donde el emperador fue exiliado.

## Santa Elena
A su llegada a la Casa de la Plantación, se enteró de que Napoleón ya había tenido algunos problemas con el almirante Cockburn del HMS Northumberland, y que había intentado inducir al antiguo gobernador, el coronel Wilks a infringir algunas normas prescritas por el gobierno británico. Napoleón y sus seguidores en Longwood presionaban para ampliar la extensión de los límites en los cuales podían moverse sin vigilancia, sin embargo, no estaba en manos de Lowe conceder esta petición. Varias cuestiones produjeron fricciones entre ellos, generadas por la falta de tacto de Lowe.
Al tener conocimiento de que se estaban planeando algunas misiones de rescate por parte de seguidores de Bonaparte en los Estados Unidos, obligaron a Lowe a intensificar las medidas en 1816, al colocar centinelas alrededor de Longwood al atardecer en lugar de a las 21:00. Esto ofendió a Napoleón y a sus seguidores quienes iniciaron una campaña en contra de Lowe. Barry Edward O'Meara, el cirujano británico quien proporcionaba información a Lowe en un principio, subsecuentemente se puso del lado de Napoleón y apoyó las críticas desde Las Cases y Montholon. Los comisionados de Francia, Rusia y Austria en Santa Elena, aunque hostiles a Napoleón, criticaron también la conducta de Lowe y fue imposible para ellos ponerse de acuerdo con él.
Después de la muerte de Napoleón el 5 de mayo de 1821, Lowe regresó a Inglaterra. Tras la publicación del libro de O'Meara, Lowe decidió demandar al autor pero había elaborado su petición demasiado tarde.
Además del agradecimiento de Jorge IV durante una recepción oficial, recibió muy poco del Gobierno Británico cuyas órdenes había seguido al pie de la letra. Tiempo después, el duque de Wellington mencionó que "había sido una muy mala opción; era un hombre con escasa educación y juicio. Era un estúpido que no sabía nada acerca del mundo, y como todos los hombres que desconocen el mundo, era desconfiado y envidioso". 
De 1825 a 1830 estuvo al mando de las fuerzas en Ceilán, pero no fue elegido como gobernador cuando el puesto estuvo vacante en 1830.
Fue coronel del 56.º Regimiento a Pie (West Essex) en 1831 y en 1842 fue transferido como coronel de su antiguo regimiento, el 50.º Regimiento a Pie (de la Reina), también fue ordenado como caballero de la Gran Cruz de la Orden de San Miguel y San Jorge (GCMG). Murió en 1844.

## Personajes de ficción
Orson Welles protagonizó a sir Hudson Lowe en el filme de Sacha Guitry, Napoleón (1955), Vernon Dobtcheff lo hizo en L'Otage de l'Europe (1989), David Francis en the Napoleon miniseries (2002), y Richard E. Grant en Monsieur N. en (2003).